# Adalbertia castiliaria
Adalbertia castiliaria là một loài bướm đêm trong họ Geometridae.